# Сент-Полс (Ньюфаундленд і Лабрадор)
Сент-Полс (англ. St. Pauls) — містечко в Канаді, у провінції Ньюфаундленд і Лабрадор.

## Населення
За даними перепису 2016 року, містечко нараховувало 238 осіб, показавши скорочення на 7,8%, порівняно з 2011-м роком. Середня густина населення становила 44,5 осіб/км².
З офіційних мов обидвома одночасно володіли 5 жителів, тільки англійською — 240.
Працездатне населення становило 58,7% усього населення, рівень безробіття — 29,6% (31,2% серед чоловіків та 36,4% серед жінок). 100% осіб були найманими працівниками, а 0% — самозайнятими.

## Клімат
Середня річна температура становить 3,4°C, середня максимальна – 18,7°C, а середня мінімальна – -12,9°C. Середня річна кількість опадів – 1 229 мм.
| Клімат поселення                              | Клімат поселення | Клімат поселення | Клімат поселення | Клімат поселення | Клімат поселення | Клімат поселення | Клімат поселення | Клімат поселення | Клімат поселення | Клімат поселення | Клімат поселення | Клімат поселення | Клімат поселення |
| Показник                                      | Січ.             | Лют.             | Бер.             | Квіт.            | Трав.            | Черв.            | Лип.             | Серп.            | Вер.             | Жовт.            | Лист.            | Груд.            |                  |
| Середній максимум, °C                         | −3,47            | −4,22            | −0,18            | 5,38             | 10,35            | 14,70            | 18,12            | 18,66            | 14,40            | 9,08             | 4,29             | −1,33            |                  |
| Середня температура, °C                       | −7,85            | −8,58            | −4,53            | 1,00             | 5,98             | 10,34            | 14,89            | 15,44            | 11,19            | 5,87             | 1,08             | −4,52            |                  |
| Середній мінімум, °C                          | −12,22           | −12,93           | −8,92            | −3,35            | 1,61             | 5,97             | 11,68            | 12,23            | 7,99             | 2,64             | −2,12            | −7,75            |                  |
| Норма опадів, мм                              | 132              | 98               | 81               | 68               | 80               | 108              | 95               | 115              | 111              | 114              | 110              | 117              |                  |
| Середньомісячна швидкість вітру, м/с          | 5.20             | 4.86             | 4.89             | 4.66             | 4.30             | 4.20             | 3.90             | 4.08             | 4.48             | 4.69             | 5.00             | 5.19             |                  |
| Середньомісячна сонячна радіація, кДж/м²·день | 3369             | 6412             | 10824            | 14772            | 17887            | 19214            | 18556            | 15651            | 11432            | 6787             | 3658             | 2528             |                  |
| --------------------------------------------- | ---------------- | ---------------- | ---------------- | ---------------- | ---------------- | ---------------- | ---------------- | ---------------- | ---------------- | ---------------- | ---------------- | ---------------- | ---------------- |
| Джерело:                                      |                  |                  |                  |                  |                  |                  |                  |                  |                  |                  |                  |                  |                  |